# Davorin Turković
Barun Davorin Turković (?, 1883. – Zagreb, 22. listopada 1944.), bio je hrvatski bankar i plemić iz obitelji Turković Kutjevski. 

## Životopis
Turković je drugi sin kutjevskog baruna Petra Dragana, predsjednika Zagrebačke pivovare i Hrvatske eskomptne banke te kasnije i velikog župana Zagrebačke županije. U vrijeme Prvog svjetskog rata kratko je vodio obiteljsko gospodarstvo u Kutjevu.
Turković je, s dvojicom braće Vladimirom i Velimirom, početkom 1919. godine u Zagrebu osnovao je Bankarsku radnju braća Turković koja je dvije godine kasnije pretvorena u dioničko društvo s kapitalom od 5 milijuna kruna. Kasnije je kapital u nekoliko navrata povišen na 10 milijuna dinara. Godine 1922. Banka je stupila u interesnu zajednicu s Prvom hrvatskom štedionicom, koja je početkom 1935. posjedovala 25 % dionica, dok je londonska tvrtka Banac imala 15 %, a braći Turković preostalo je 60% dionica. Banka se bavila redovnim bankarskim poslovima i financijskim operacijama obitelji Turković. Osim toga obavljala je prodaju automobila, motocikala i bicikala iz belgijske tvornice Fabrique Nationale de Herstal. Turković je dugi niz godina bio član ravnateljstva banke. Godine 1941. promijenjen je naziv u Banka braće Turković.

## Brak i potomstvo
Turković se 1920. godine oženio Štefanijom Gorup, najmlađom kćerkom Josipa Gorupa pl. Slavinjskog, nakon što se rastala od njegovog bratića Zdenka Turkovića. Imali su dvojicu sinova, Petra (rođenog 1921.) i Nikolu (rođenog 1923.). Starija sestra od Štefanije, Veronica, bila je u braku s Davorinovim starijim bratom Vladimirom.
Njegov unuk je klinički psiholog Petar Turković, a praunuka kantautorica Nika Turković.